# Illa Christensen
Illa Christensen (født 10. juni 1851 i København, død 23. oktober 1922 smst.) var en dansk forfatter i det moderne gennembrud. Hun har skrevet en novelle. Den hedder Kvinden og handler om en statue der føler sig fanget. Selve historien handler om kvindeundertrykkelse. Den er fra 1884, og man kender ikke rigtig til hende, som forfatter i det moderne gennembrud.